# Michael Boyce
Michael Cecil Boyce, baron Boyce GCB, OBE (ur. 2 kwietnia 1943 w Kapsztadzie, zm. 6 listopada 2022) – brytyjski wojskowy, bezpartyjny członek Izby Lordów jako par dożywotni, syn komandora Hugh Boyce'a i Madeleine Manley. Od 2004 Lord strażnik Pięciu Portów.

## Życiorys
Wykształcenie odebrał w Hurstpierpoint College i w Royal Naval College w Dartmouth. W 1961 r. rozpoczął służbę w Royal Navy. W latach 1973–1974 służył w randze komandora na okręcie podwodnym HMS „Oberon”. W latach 1974–1975 był dowódcą okrętu HMS „Opossum”, a w latach 1979–1981 dowodził HMS „Superb”. W 1982 r. został oficerem Orderu Imperium Brytyjskiego. W latach 1983–1984 dowodził fregatą HMS „Brilliant”.
W latach 1986–1991 piastował różne stanowiska w ministerstwie obrony, najpierw jako asystent dyrektora ds. planowania morskiego, później jako dyrektor ds. Obowiązków Sztabu Marynarki. W 1991 r. został awansowany do stopnia kontradmirała. W 1994 r. został wiceadmirałem, a w 1995 r. pełnym admirałem. W tym samym roku został odznaczony Krzyżem Komandorskim Orderu Łaźni. W latach 1998–2001 był pierwszym lordem morskim i głównym adiutantem morskim królowej Elżbiety II. W 1999 r. został odznaczony Krzyżem Wielkim Orderu Łaźni i amerykańską komandorią Legii Zasługi. W latach 2001–2003 był szefem Sztabu Obrony.
Po odejściu na emeryturę w 2003 r. otrzymał dożywotni tytuł parowski barona Boyce of Pimlico in the City of Westminster i zasiadł w Izbie Lordów. Nie jest związany z żadną partią polityczną, przemawia na tematy związane z problematyką wojskową. W lipcu 2004 r. otrzymał honorowy urząd lorda strażnika Pięciu Portów.
W 1971 r. poślubił Harriette Gail Fletcher. Zanim znalazł się z nią w separacji w 1994 r. doczekał się z nią syna Hugona i córki Christine.